# Erythroxylum lineolatum
Erythroxylum lineolatum är en tvåhjärtbladig växtart som beskrevs av Dc.. Erythroxylum lineolatum ingår i släktet Erythroxylum och familjen Erythroxylaceae. Inga underarter finns listade i Catalogue of Life.